# Universidad Indígena de Venezuela
La Universidad Indígena de Venezuela es una universidad estatal creada en 2010, con sede inicial en Tauca, estado Bolívar, Venezuela. Destinada a la atención académica de miembros de las comunidades indígenas de Venezuela, cuenta con sedes en los estados de Bolívar y Amazonas, y una matrícula para el año 2010 de 810 estudiantes. Sus estudiantes pertenecen a las comunidades nativas: ye'kuana, e'ñepá, pumé, warao, sanemap y piaroa.
Los pueblos indígenas de Venezuela representan sólo alrededor del 1,5% de la población nacional, pero la proporción es de casi el 50% en Amazonas.
El antropólogo y lingüista Esteban Emilio Mosonyi, honrado en 1999 con el Premio Nacional de Cultura, mención Humanidades, ocupó el cargo de rector de esta casa de estudios desde su fundación hasta julio del año 2016, cuando por orden presidencial asume este cargo, el ciudadano Guillermo Guevara, siendo el primer rector indígena en la historia del país, perteneciente al pueblo jivi.